# Prefektura Gunma

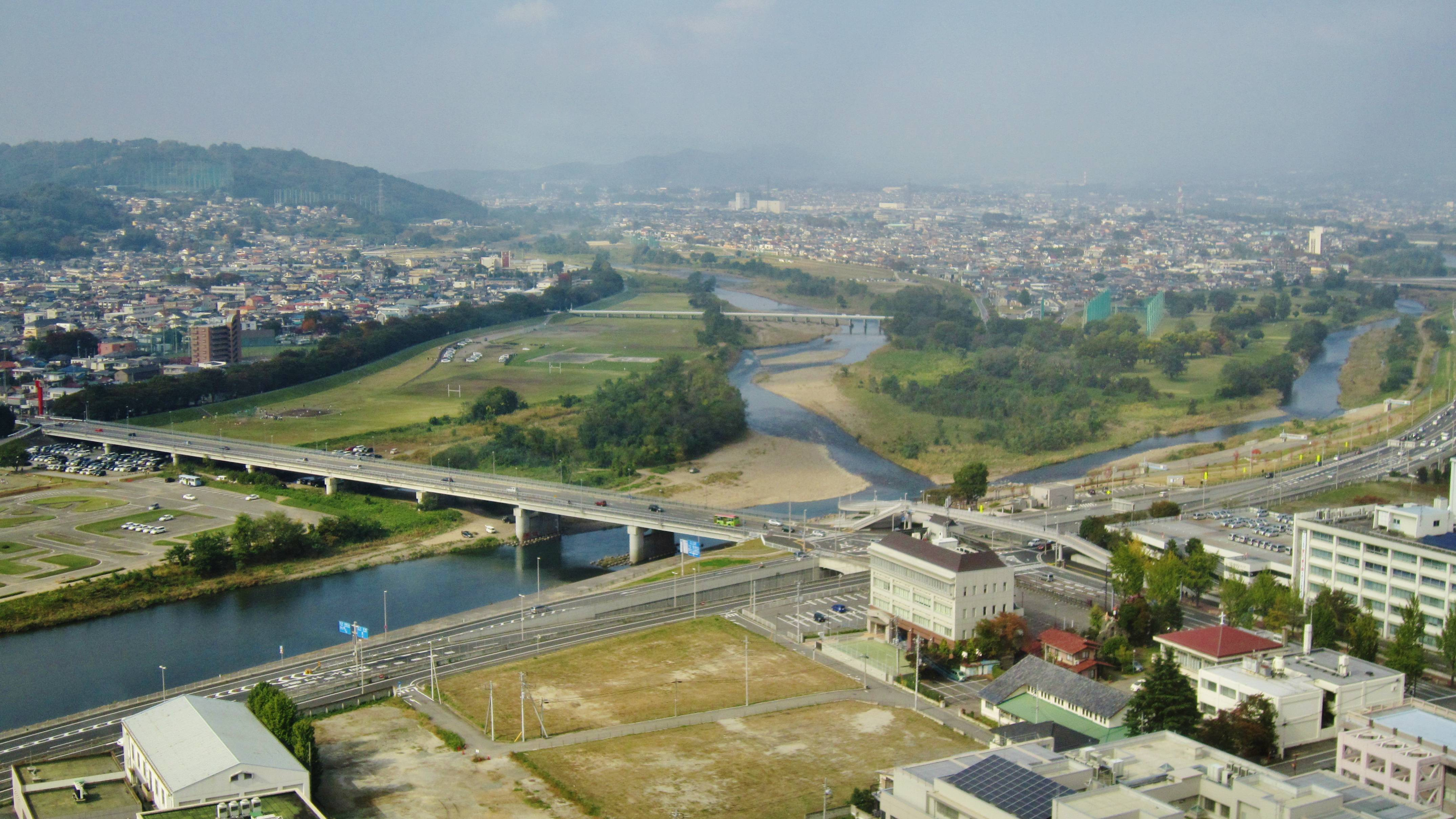
Miasto Takasaki u zbiegu rzek: Karasu i Usui

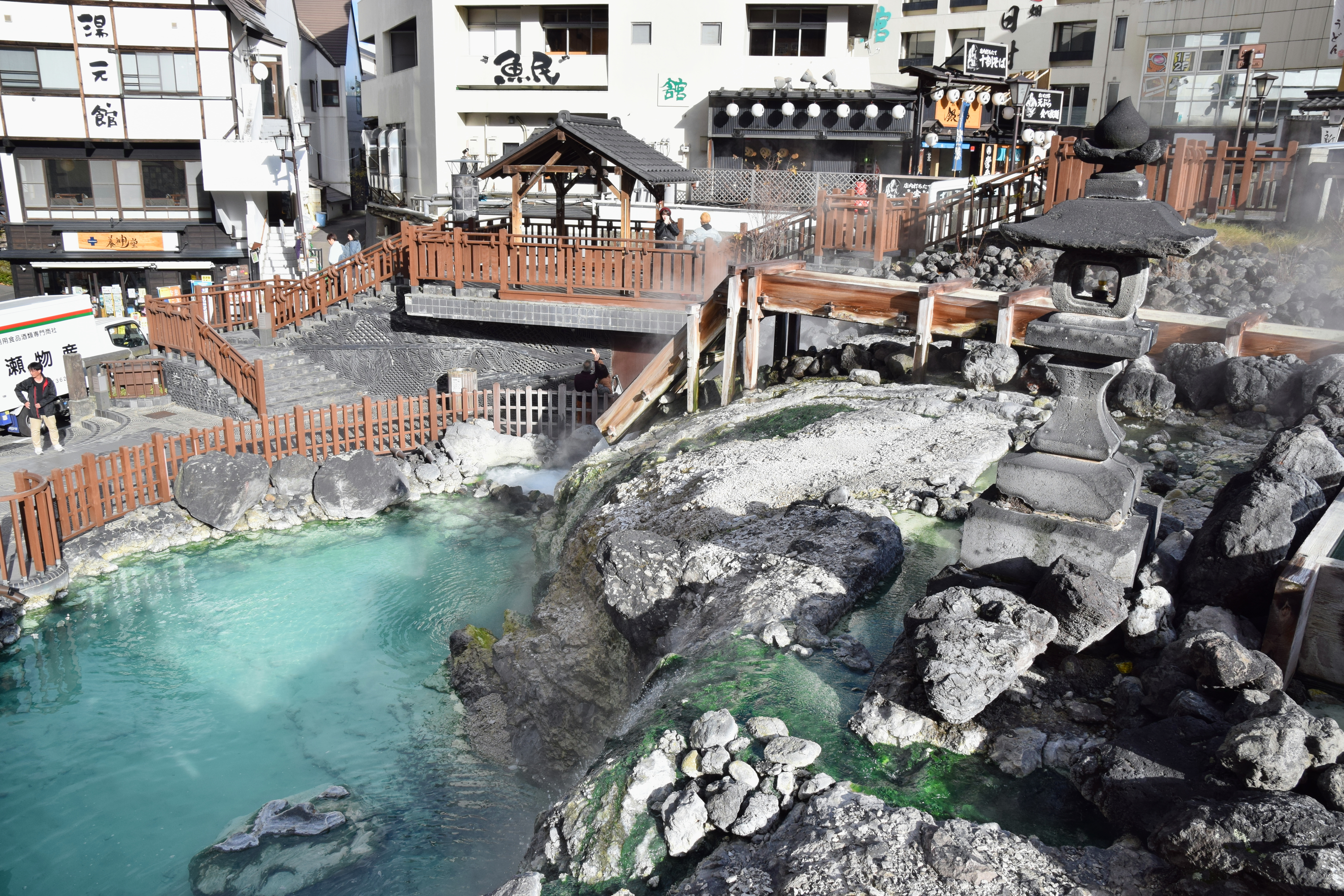
Kusatsu Onsen

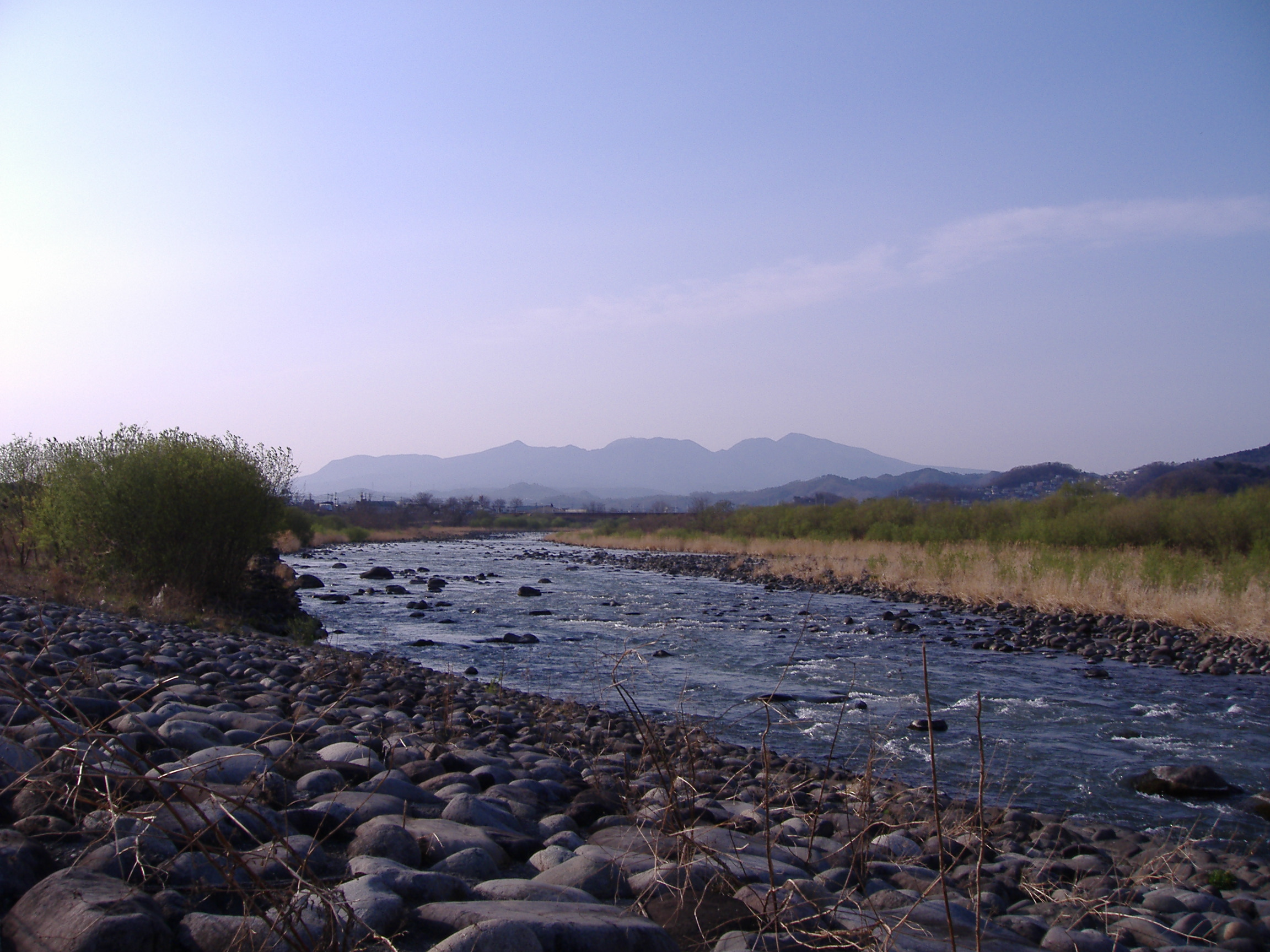
Rzeka Watarase w pobliżu miasta Kiryū

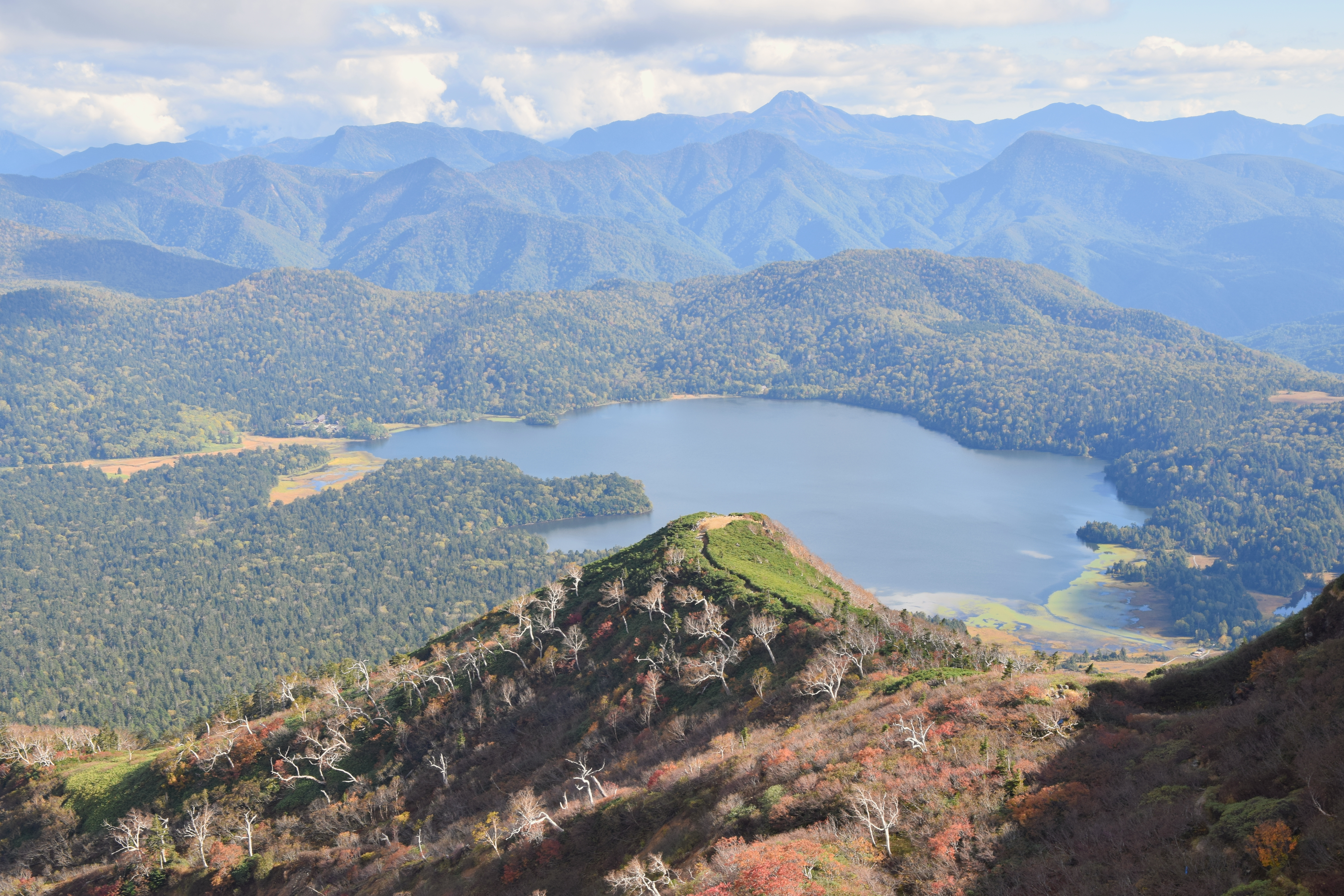
Park Narodowy Oze

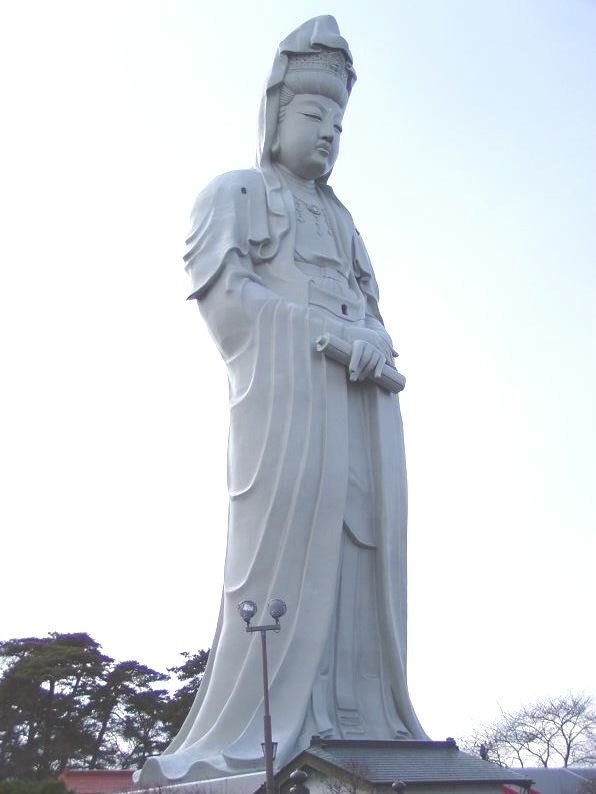
Takasaki Bosatsu Kannon (Byakue Dai-Kannon) w Takasaki, wys. 41,8 m

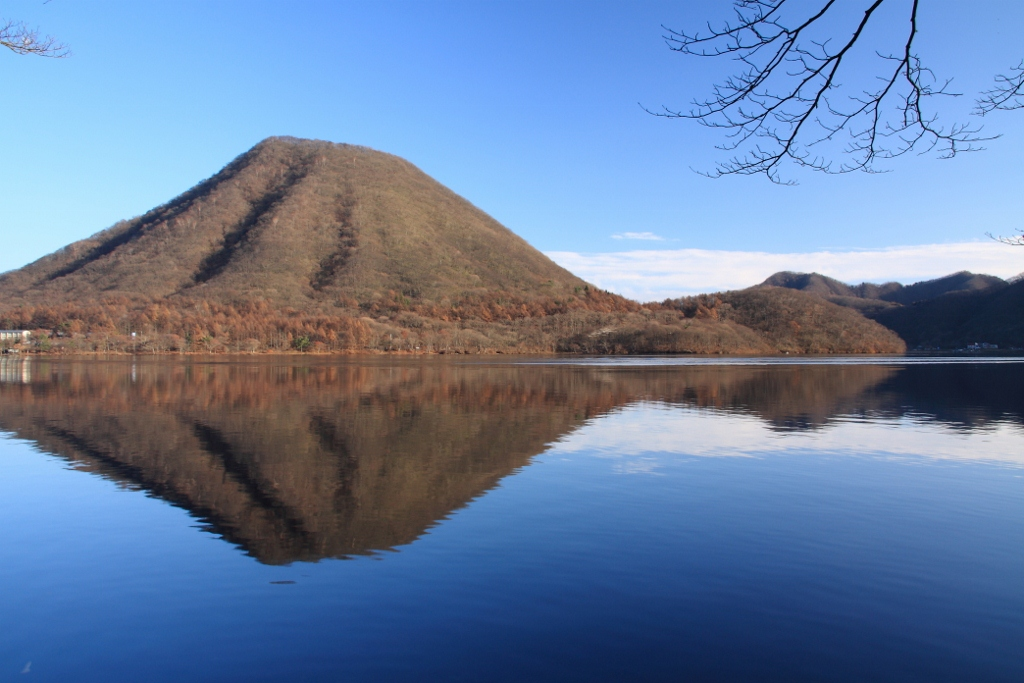
Harunafuji i jezioro kaldery Haruna

Prefektura Gunma (jap. 群馬県 Gunma-ken) – prefektura w Japonii, w regionie Kantō, na wyspie Honsiu (Honshū). Jej stolicą jest miasto Maebashi. Ma powierzchnię 6 362,28 km². W 2020 r. mieszkały w niej 1 940 333 osoby, w 802 343 gospodarstwach domowych  (w 2010 r. 2 008 170 osób, w 755 297 gospodarstwach domowych).

## Historia
Ślady działalności człowieka na tym terenie pojawiły się już w okresach paleolitu japońskiego: Jōmon i Yayoi (od ok. 12 000 p.n.e. do 300 n.e). Świadczy o tym m.in. stanowisko archeologiczne Iwajuku-iseki w dzielnicy Kasuke miasta Midori.
W VIII wieku wzniesiono pierwsze świątynie buddyjskie m.in. Ueno Kokubun-ji na terenie dzisiejszych miast Takasaki i Maebashi.
W 1333 roku, pochodzący z ówczesnej prowincji Kōzuke (obecnie prefektura Gunma), przywódca klanu Nitta, Yoshisada Nitta (1301–1338), stanął po stronie cesarza Go-Daigo i poprowadził wierne mu wojska na miasto Kamakura. Zdobył je, kończąc istnienie siogunatu Kamakura (od 1185 lub 1192 do 1333).
W 1871 roku przeprowadzono reformę administracyjną – w ramach restauracji Meiji – likwidując system hanów (feudalnych domen) i utworzono prefektury, w tym prefekturę Gunma. W 1876 roku wprowadzono korekty, nadając prefekturze obecny kształt.
W 1872 roku rozpoczęły działalność, pod kontrolą rządu, zakłady jedwabnicze Tomioka Seishijō (Tomioka Silk Mill), utworzone w celu wprowadzenia modernizacji tej gałęzi przemysłu i rozpowszechnienia nowoczesnej technologii w Japonii.
W 1997 roku otwarto połączenie linii super ekspresu Shinkansen.

## Geografia

### Położenie
Prefektura leży w centrum wyspy Honsiu ok. 100 km na północ od Tokio. Graniczy z  prefekturami: Tochigi, Niigata, Saitama, Nagano i Fukushima.
Prawie dwie trzecie prefektury zajmują niskie i wysokie pasma górskie. Na granicach północnej i zachodniej znajdują się łańcuchy wysokich gór, a południowa część wychodzi na nizinę Kantō. Prefektura Gunma odznacza się bogactwem naturalnego piękna.

### Miasta
Miasta rangi -shi (ponad 50 tys. mieszkańców), jest ich 12:

- Annaka
- Fujioka
- Isesaki
- Kiryū
- Maebashi (stolica)
- Midori
- Numata
- Ōta
- Shibukawa
- Takasaki
- Tatebayashi
- Tomioka

oraz 15 mniejszych miast i 8 wiosek.

### Podział administracyjny
1 stycznia 2021 r. w skład prefektury wchodziło 12 większych miast (shi), 15 mniejszych (miasteczek, machi) i 8 wsi (gmin wiejskich, mura).
| Nazwa                                                | Nazwa                 | Nazwa      | Powierzchnia (km²) | Ludność   | Kod jednostki | Powiat    | Mapa |
| Polska nazwa                                         | Rōmaji                | Kanji      | Powierzchnia (km²) | Ludność   | Kod jednostki | Powiat    | Mapa |
| ---------------------------------------------------- | --------------------- | ---------- | ------------------ | --------- | ------------- | --------- | ---- |
| Annaka                                               | Annaka-shi            | 安中市     | 276,31             | 54 962    | 10211         |           |      |
| Chiyoda                                              | Chiyoda-machi         | 千代田町   | 21,73              | 10 857    | 10523         | Ōra       |      |
| Fujioka                                              | Fujioka-shi           | 藤岡市     | 180,29             | 63 299    | 10209         |           |      |
| Higashiagatsuma                                      | Higashiagatsuma-machi | 東吾妻町   | 253,91             | 12 741    | 10429         | Agatsuma  |      |
| Isesaki                                              | Isesaki-shi           | 伊勢崎市   | 139,44             | 211 975   | 10204         |           |      |
| Itakura                                              | Itakura-machi         | 板倉町     | 41,86              | 14 101    | 10521         | Ōra       |      |
| Kanna                                                | Kanna-machi           | 神流町     | 114,60             | 1 645     | 10367         | Tano      |      |
| Kanra                                                | Kanra-machi           | 甘楽町     | 58,61              | 12 481    | 10384         | Kanra     |      |
| Katashina                                            | Katashina-mura        | 片品村     | 391,76             | 3 994     | 10443         | Tone      |      |
| Kawaba                                               | Kawaba-mura           | 川場村     | 85,25              | 3 485     | 10444         | Tone      |      |
| Kiryū                                                | Kiryū-shi             | 桐生市     | 274,45             | 106 524   | 10203         |           |      |
| Kusatsu                                              | Kusatsu-machi         | 草津町     | 49,75              | 6 070     | 10426         | Agatsuma  |      |
| Maebashi (stolica)                                   | Maebashi-shi          | 前橋市     | 311,59             | 332 332   | 10201         |           |      |
| Meiwa                                                | Meiwa-machi           | 明和町     | 19,64              | 10 884    | 10522         | Ōra       |      |
| Midori                                               | Midori-shi            | みどり市   | 208,42             | 49 663    | 10212         |           |      |
| Minakami                                             | Minakami-machi        | みなかみ町 | 781,08             | 17 233    | 10449         | Tone      |      |
| Naganohara                                           | Naganohara-machi      | 長野原町   | 133,85             | 5 102     | 10424         | Agatsuma  |      |
| Nakanojō                                             | Nakanojō-machi        | 中之条町   | 439,28             | 15 396    | 10421         | Agatsuma  |      |
| Nanmoku                                              | Nanmoku-mura          | 南牧村     | 118,83             | 1 612     | 10383         | Kanra     |      |
| Numata                                               | Numata-shi            | 沼田市     | 443,46             | 45 382    | 10206         |           |      |
| Ōizumi                                               | Ōizumi-machi          | 大泉町     | 18,03              | 42 107    | 10524         | Ōra       |      |
| Ōra                                                  | Ōra-machi             | 邑楽町     | 31,11              | 25 537    | 10525         | Ōra       |      |
| Ōta                                                  | Ōta-shi               | 太田市     | 175,54             | 223 150   | 10205         |           |      |
| Shibukawa                                            | Shibukawa-shi         | 渋川市     | 240,27             | 74 614    | 10208         |           |      |
| Shimonita                                            | Shimonita-machi       | 下仁田町   | 188,38             | 6 583     | 10382         | Kanra     |      |
| Shintō                                               | Shintō-mura           | 榛東村     | 27,92              | 14 222    | 10344         | Kitagunma |      |
| Shōwa                                                | Shōwa-mura            | 昭和村     | 64,14              | 6 962     | 10448         | Tone      |      |
| Takasaki                                             | Takasaki-shi          | 高崎市     | 459,16             | 373 218   | 10202         |           |      |
| Takayama                                             | Takayama-mura         | 高山村     | 64,18              | 3 518     | 10428         | Agatsuma  |      |
| Tamamura                                             | Tamamura-machi        | 玉村町     | 25,78              | 36 073    | 10464         | Sawa      |      |
| Tatebayashi                                          | Tatebayashi-shi       | 館林市     | 60,97              | 75 335    | 10207         |           |      |
| Tomioka                                              | Tomioka-shi           | 富岡市     | 122,85             | 47 470    | 10210         |           |      |
| Tsumagoi                                             | Tsumagoi-mura         | 嬬恋村     | 337,58             | 8 861     | 10425         | Agatsuma  |      |
| Ueno                                                 | Ueno-mura             | 上野村     | 181,85             | 1 128     | 10366         | Tano      |      |
| Yoshioka                                             | Yoshioka-machi        | 吉岡町     | 20,46              | 21 817    | 10345         | Kitagunma |      |
| Prefektura Gunma                                     | Gunma-ken             | 群馬県     | 6 362,28           | 1 940 333 | 10            |           |      |
| * Miasta (shi) nie znajdują się w żadnym z powiatów. |                       |            |                    |           |               |           |      |

### Góry
W przeszłości część obszaru dzisiejszej prefektury nazywała się Jōmō. Stąd trzy słynne góry: Akagi (1 828 m n.p.m.), Myōgi (1104) i Haruna (1 449), zwane są łącznie Jōmō Sanzan. Ta ostatnia to rozległy, uśpiony wulkan z licznymi szczytami. Na jednym z nich (centralnym) znajduje się jezioro Haruna i kopuła lawy o nazwie Harunafuji (1 390). Jezioro kaldery zamarza zimą, stając się popularnym miejscem do wędkowania pod lodem.
Na granicy prefektur Gunma i Nagano znajduje się wulkan Asama (2 568), który wybuchł ponownie w 2009 roku, a na granicy z prefekturą Niigata (pasmo gór Echigo) – góra Tanigawa (1 977), jedna ze „100 słynnych gór w Japonii”.
Na granicy z prefekturą Gifu, w łańcuchu gór Hida, wznosi się Hotaka (3 190).

### Rzeki i jeziora
- Rzeki przepływające przez prefekturę: Tone (322 km, druga co do długości rzeka w Japonii, po Shinano, 367 km), Agano (210), Watarase (107), Tadami (145), Kanna (87), Agatsuma (76), Karasu (62), Kabura (59).
- Jeziora: Haruna, Ōnuma
- Sztuczne zbiorniki:
  - Okutone, utworzony przez zaporę Yagisawa na rzece Tone, jest ważnym źródłem tokijskiej wody wodociągowej[12];
  - Nozori, utworzony przez tamę Nozori na rzece Nakatsu;
  - Fujiwara, utworzony przez tamę Fujiwara na rzece Tone;
  - Kanna, utworzony przez tamę Shimokubo, spiętrzającą wody rzeki Kanna, na granicy z prefekturą Saitama;
  - Watarase-yūsuichi (zbiornik retencyjny) jest częścią rzeki Watarase, której dorzecze doznało poważnych szkód na przełomie XIX i XX wieku, spowodowanych zanieczyszczeniami z kopalni miedzi w Ashio (prefektura Tochigi) i powodziami[13][14].

### Parki narodowe
- Park Narodowy Oze, Park Narodowy Jōshin’etsu Kōgen, Park Narodowy Nikkō, Quasi-Park Narodowy Myōgi-Arafune-Saku Kōgen

## Gospodarka
Dominuje przemysł włókienniczy, drzewny (wyroby drewniane, w tym meble, wyposażenie wnętrz, produkcja elementów do mieszkań) i spożywczy (m.in. tofu, marynaty, piwo, sake, wino, makarony). Prefektura pełni także rolę całorocznego zaplecza turystycznego dla Tokio. Umożliwia to rozwój małego i średniego biznesu, często opartego na tradycyjnym rzemiośle (np. produkcja lalek daruma i kokeshi.
Zakłady produkcji jedwabiu surowego w Tomioka (Tomioka Silk Mill) są jednym z pierwszych przykładów w przemyśle jedwabniczym wprowadzania nowoczesnej technologii pochodzącej z Francji, która umożliwiła masową produkcję wysokiej jakości surowego jedwabiu. Produkcję zakończono w 1987 roku, ale fabryczne maszyny do nawijania jedwabiu są zachowane w doskonałym stanie.
Przemysły: motoryzacyjny, elektryczny, elektroniczny, tworzyw sztucznych i odlewniczy nie tylko wykorzystują zaawansowane technologie, ale angażują się także w tworzenie branż nowej generacji.
Wśród produktów rolniczych najważniejsze to kapusta i konnyaku (konjac, „język diabła”). Około 90% japońskiego konnyaku pochodzi z prefektury Gunma.

## Edukacja

### Uczelnie (daigaku) i szkoły półwyższe (tanki-daigaku)
- Gunma University (Gunma Daigaku)
- Gunma Paz University (Gunma Pāsu Daigaku)
- Gunma Prefectural College of Health Sciences (Gunma Kenritsu Kenmin Kenkō Kagaku Daigaku)
- Gunma Prefectural Women’s University (Gunma Kenritsu Joshi Daigaku)
- Gunma University of Health and Welfare (Gunma Iryō Fukushi Daigaku)
- Ikuei Junior College (Ikuei Tanki-daigaku)
- Jobu University (Jōbu Daigaku)
- Kanto Gakuen University (Kantō Gakuen Daigaku)
- Kiryu University (Kiryū Daigaku)
- Kyoai Gakuen University (Kyōai Gakuen Maebashi Kokusai Daigaku; stow. ze Zjednoczony Kościół Chrystusa w Japonii)
- Maebashi Institute of Technology (Maebashi Kōka Daigaku)
- Meiwa Gakuen Junior College (Meiwa Gakuen Tanki-daigaku)
- Niijima Gakuen Junior College (Niijima Gakuen Tanki-daigaku)
- Takasaki City University of Economics (Takasaki Keizai Daigaku)
- Takasaki University of Commerce (Takasaki Shōka Daigaku)
- Takasaki University of Health and Welfare (Takasaki Kenkō Fukushi Daigaku)
- Tokyo University of Social Welfare (Tōkyō Fukushi Daigaku)

## Turystyka
Prefektura popularna jest dzięki swoim gorącym źródłom – onsenom, m.in.: Kusatsu Onsen, Ikaho Onsen, Minakami Onsen, Manza Onsen (1800 m n.p.m.), a w sezonie zimowym – także licznym ośrodkom narciarskim.
Górskie rzeki są wykorzystywane do raftingu i kanioningu, a wytyczone szlaki do wędrówek pieszych i kolarstwa górskiego.
Miejsca godne zwiedzenia to m.in.:
- Hara Museum of Contemporary Art w Shibukawa zostało otwarte w 1988 roku (pawilon Kankai dobudowano w 2008 roku). Położone u podnóża góry Haruna drewniane budynki zostały zaprojektowane przez Aratę Isozakiego, laureata Nagrody Architektonicznej Pritzkera (Pritzker Architecture Prize). Po zamknięciu Hara Museum of Contemporary Art w Tokio 11 stycznia 2021 roku, jego zasoby zostały przeniesione do Shibukawy[17];
- Dawny ośrodek jedwabnictwa w Tomioka.

## Kultura
- W prefekturze popularna jest gra karciana jōmō-karuta, grają w nią dorośli i dzieci. Dotyczy wiedzy o prefekturze.
- W prefekturze Gunma (w Isesaki) urodził się Mitsuru Adachi (ur. 1951), jeden z popularnych autorów mangi, znany m.in. dzięki: „Touch” i „H2”.

## Transport

### Koleje
- Ekspresowe linie Shinkansen: Hokuriku, Jōetsu
- Linie kolejowe: Agatsuma, Hachikō, Isesaki, Jōetsu, Jōmō, Jōshin, Kiryū, Koizumi, Nikkō, Ryōmō, Sano, Shin’etsu, Takasaki, Watarase Keikoku

### Autostrady (płatne)
- Autostrady: Tōhoku (E4), Kan-Etsu (E17), Jōshin-Etsu (E18), Kita-Kantō (E50).

### Drogi krajowe
- Numery dróg krajowych: 17, 18, 50, 120, 122, 144, 145, 146, 254, 291, 292, 353, 354, 405, 406, 407, 462.